# خانه اسپادنا
خانه اسپادنا یا خانه جادوگر، خانه ای در بورلی هیلز کالیفرنیا است. این خانه به خاطر طراحی خیال‌انگیز و حالت مخروبه‌اش که به آن شکل و شمایلی وهم برانگیز داده، شناخته می‌شود.